# Берджесс, Ронни
Роналд Келвин Берджесс (англ. Ronald Kelvin Burgess; 7 марта 1963 года, Самтер, Южная Каролина — 4 января 2021 года, Сокасти, там же) — профессиональный американский футболист, корнербек. В НФЛ провёл семь матчей в составе «Грин-Бэй Пэкерс» в сезоне 1985 года. На студенческом уровне играл за команду университета Уэйк-Форест. На драфте НФЛ 1985 года был выбран в десятом раунде. После завершения спортивной карьеры работал школьным тренером и администратором.

## Биография
Ронни Берджесс родился 7 марта 1963 года в Самтере в Южной Каролине. В 1981 году окончил местную старшую школу и поступил в университет Уэйк-Форест. В течение четырёх лет играл за его футбольную команду, сделав 17 перехватов. Этот показатель оставался рекордом университета до 2008 года. В 1985 году окончил университет с дипломом бакалавра в области коммуникаций. Он подписал контракт с клубом КФЛ «Оттава Редблэкс», но затем был задрафтован клубом «Грин-Бэй Пэкерс» и решил продолжить карьеру в НФЛ. В составе команды провёл один сезон, сыграв семь матчей. Карьеру завершил из-за травмы.
После завершения спортивной карьеры Берджесс получил степень магистра в области управления и надзора в сфере образования в Южно-Каролинском университете. Он работал тренером футбольной и баскетбольной команд в старшей школе Сокасти, преподавал в ней английский язык. Затем перешёл на административную работу, был директором нескольких школ. В последние годы жизни занимал пост ассистента директора школы Кэролайна-Форест.
В 1985 году Берджесс женился на Валери Брэдли, у них родилось три дочери. Он скончался 4 января 2021 года в результате остановки сердца.